# Cliff Richey
Cliff Richey (San Angelo, 31 dicembre 1946) è un ex tennista statunitense.

## Biografia
La sorella Nancy ha avuto un'ottima carriera da tennista riuscendo a conquistare due titoli Slam.
Ha sofferto per diversi anni di depressione, già comparsa durante la carriera agonistica, e sulla sua esperienza con questa patologia ha pubblicato un libro intitolato Acing Depression.

## Carriera
In singolare raggiunge ben tre semifinali negli Slam, la prima al Roland Garros 1970 dove viene sconfitto da Željko Franulović in cinque set mentre nello stesso anno a New York ha la peggio con Tony Roche. Ripete il risultato tre anni dopo sempre nello Slam statunitense dove si arrende ad Arthur Ashe.
In Coppa Davis ha giocato tredici match con la squadra statunitense vincendone dieci e aiutando la sua nazione a conquistare il titolo nel 1970.